# Rajon Warasch
Der Rajon Warasch (ukrainisch Вараський район/Waraskyj rajon; russisch Варашский район/Waraschski rajon) ist ein ukrainischer Rajon mit etwa 138.000 Einwohnern. Er liegt in der Oblast Riwne und hat eine Fläche von 3323 km².

## Geographie
Der Rajon liegt im Norden der Oblast und grenzt im Norden an Belarus (Woblasz Brest, Rajon Pinsk und Rajon Stolin sowie ein kurzes Stück an den Rajon Iwanawa), im Osten an den Rajon Sarny, im Süden auf einem kurzen Abschnitt an den Rajon Riwne, im Südwesten an den Rajon Luzk (in der Oblast Wolyn) sowie im Westen an Rajon Kamin-Kaschyrskyj (Oblast Wolyn). Der Rajon ist im mittleren Teil stark bewaldet und wird von mehreren Flüssen (Horyn, Stochid, Prypjat, Styr, Stubla (Стубла)) durchflossen, von Sümpfen durchzogen und ist im Norden relativ dünn besiedelt.

## Geschichte
Der Rajon entstand am 17. Juli 2020 im Zuge einer großen Rajonsreform durch die Vereinigung des Rajons Saritschne, Teile des Rajons Wolodymyrez und der bis dahin unter Oblastverwaltung stehenden Stadt Warasch.

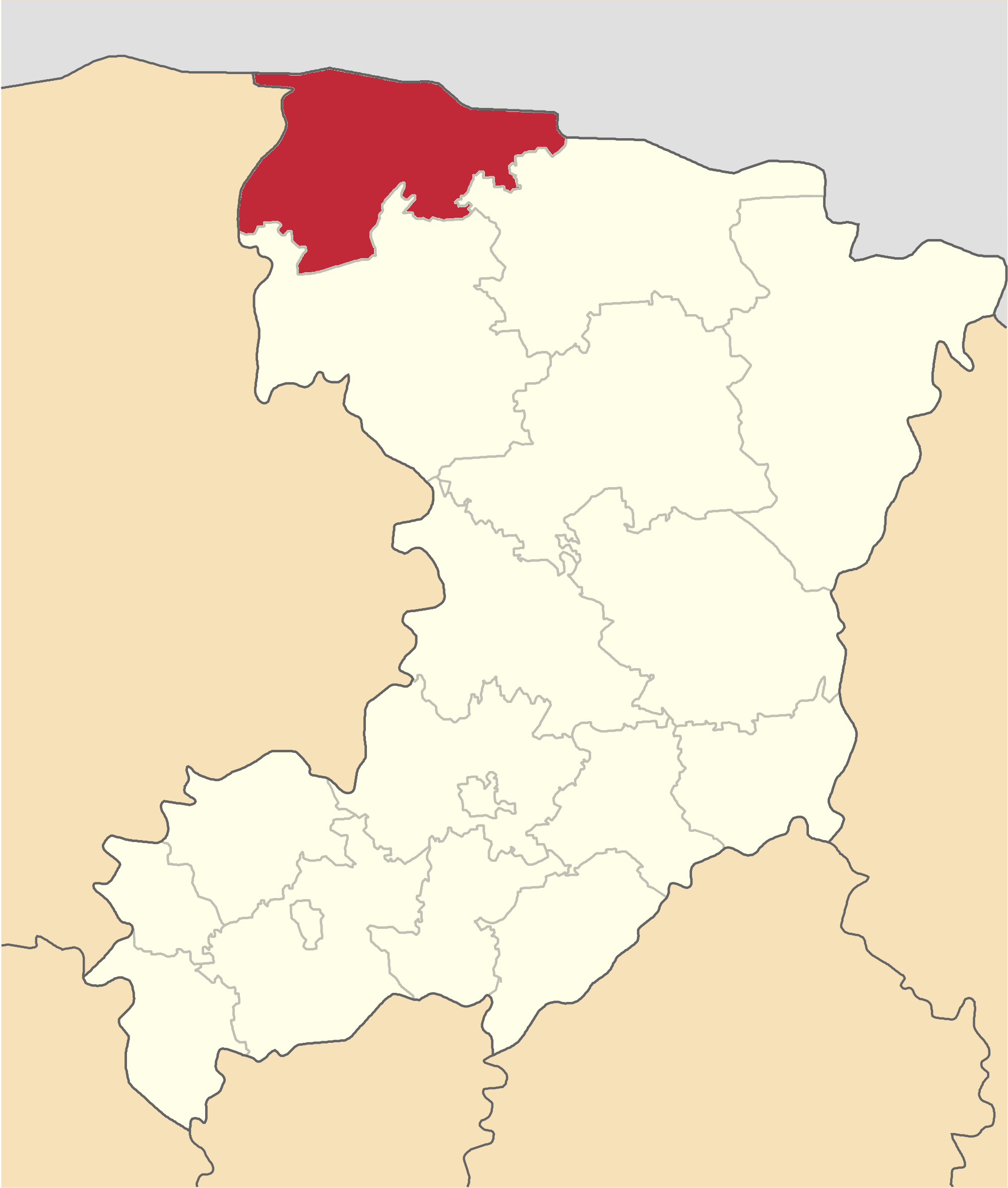
Rajon Saritschne bis Juli 2020
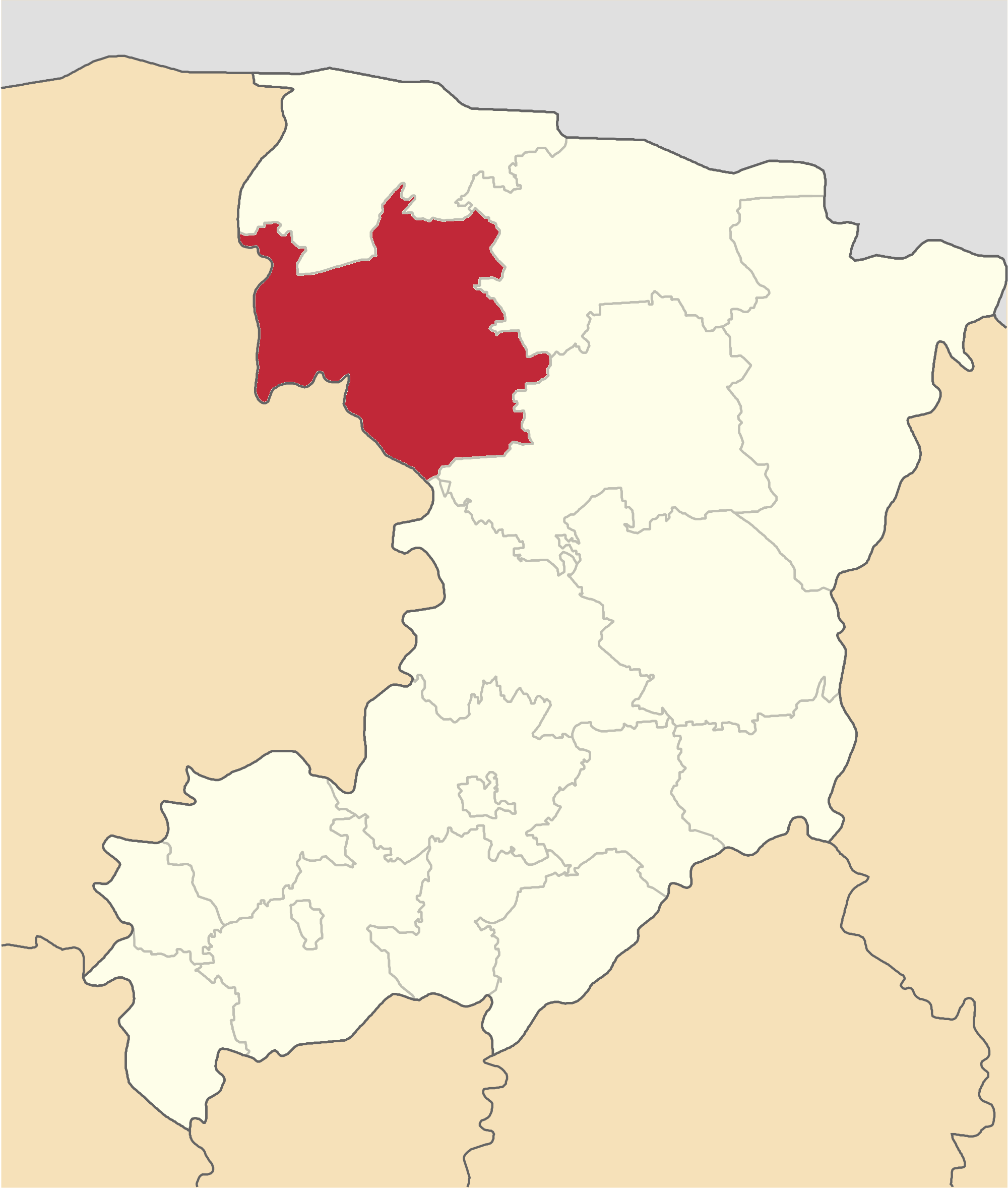
Rajon Wolodymyrez bis Juli 2020
Rajonsgebiet ab Juli 2020

## Administrative Gliederung
Auf kommunaler Ebene ist der Rajon in 8 Hromadas (1 Stadtgemeinde, 3 Siedlungsgemeinden und 4 Landgemeinden) unterteilt, denen jeweils einzelne Ortschaften untergeordnet sind.
Zum Verwaltungsgebiet gehören:
- 1 Städte
- 3 Siedlungen städtischen Typs
- 112 Dörfer

Die Hromadas sind im Einzelnen:
- Stadtgemeinde Warasch
- Siedlungsgemeinde Wolodymyrez
- Siedlungsgemeinde Rafaliwka
- Siedlungsgemeinde Saritschne
- Landgemeinde Antoniwka
- Landgemeinde Kanonytschi
- Landgemeinde Loknyzja
- Landgemeinde Polyzi